# Religió muisca

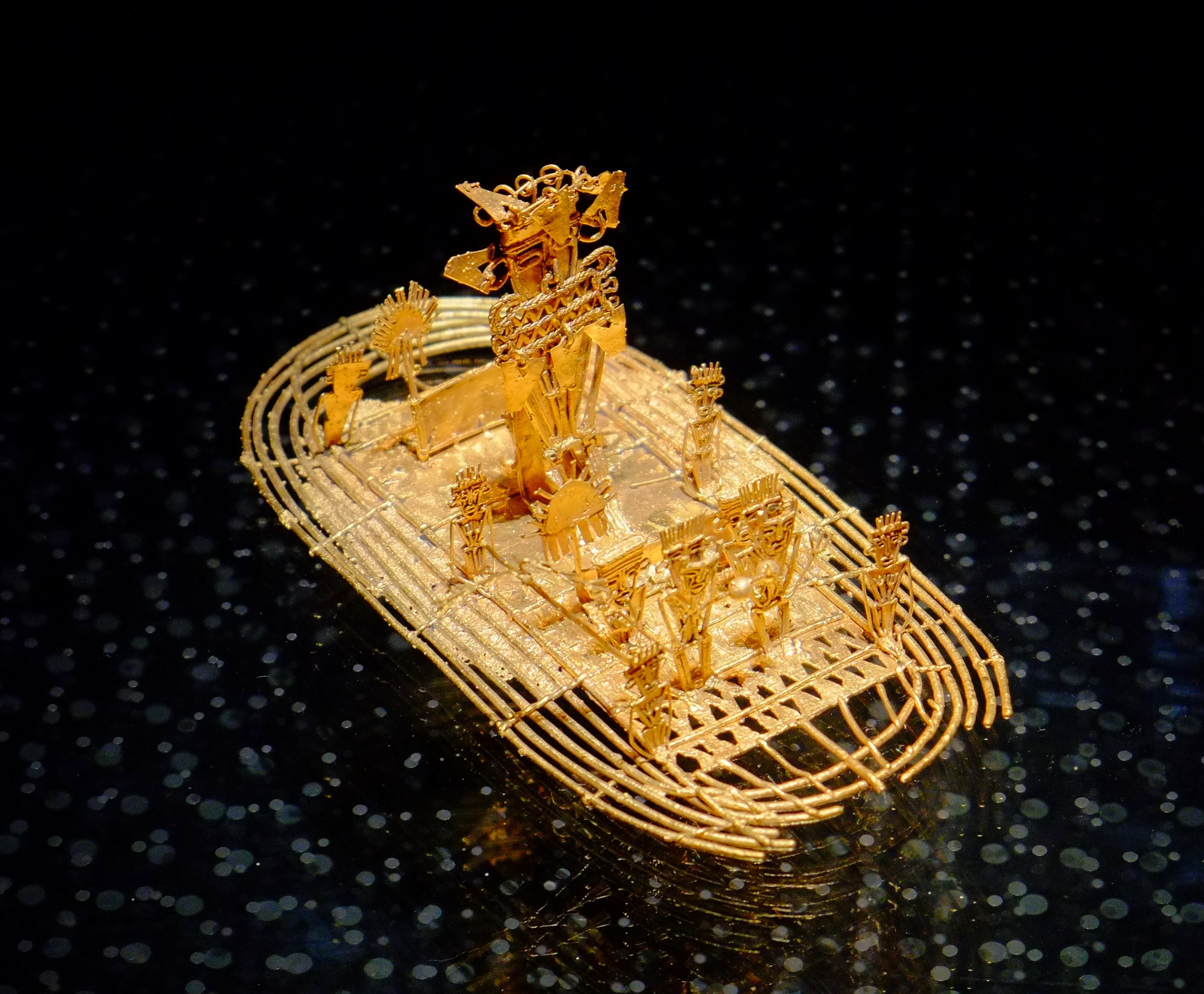
La cerimònia religiosa més coneguda dels muisques és la que tenia lloc en la Llacuna de Guatavita, coneguda com a "Cerimònia del Daurat", de la qual la Bassa Muisca és un dels vestigis arqueològics.

La religió muisca és una manifestació religiosa practicada pels muisques des de l'època prehispánica fins a l'actualitat, ja que diversos grups de reconstruccionisme pagà busquen reviure la cultura muisca en les seves diferents dimensions, incloent la dimensió espiritual.

## Mitologia
La mitologia muisca en l'actualitat és una fusió dels relats deixats pels espanyols dels segles xvi i xvii amb les reinterpretacions que els actuals descendents dels muisques han fet de les seves creences. D'acord amb això, han dividit la història del món en nou edats, o eres:

### Unquyquienxie
La primera edat del món és anomenada Unquyquienxie, o Unquynxie, que significa "abans de totes les coses". En aquest moment només existia Fihizca, l'ànima i l'alè de l'Univers, enmig de la foscor i del silenci. Fihizca romania dormit, però quan va despertar, van sorgir en el seu pensament Bagüe, la Gran Àvia, i Chiminigaghoa, el Gran Avi.

### Sas Quyhynuca

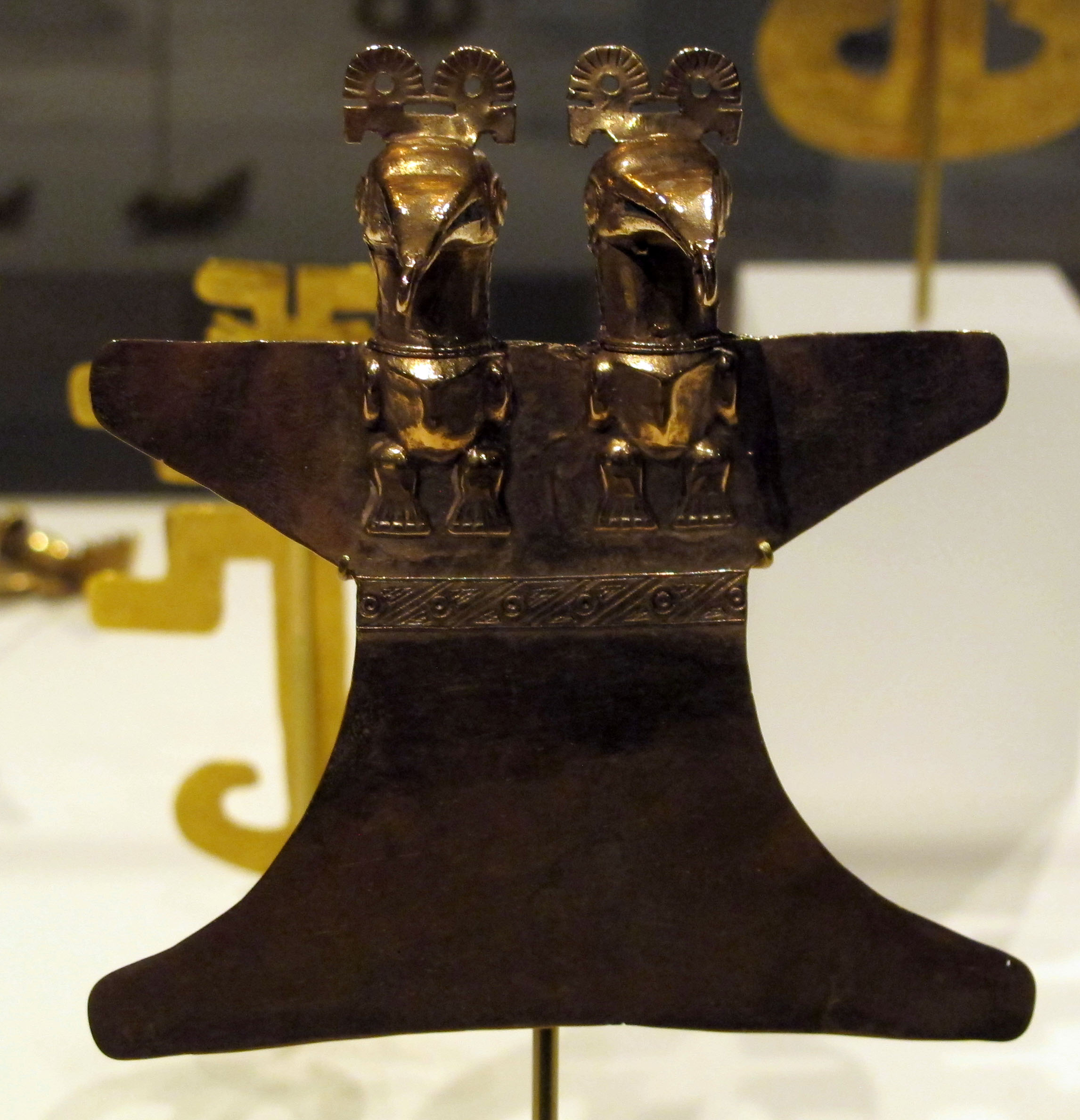
Pectoral muisca d'or que representa a les dues aus "tymanso" que van sortir de l'interior de Chiminigagua per crear als déus primordials.

La segona edat del món és anomenada Sas Quyhynuca, o Sas Quyhyna, que significa "abans de tot" (literalment, "abans abans"). Durant aquesta edat, Bagüe i Chiminigaghoa es trobaven en el Tomsa, que és el melic de l'Univers. Bagüe i Chiminigaghoa van copular, i del frec dels seus cossos es va produir el so del xiuxiueig de la serp. D'aquest acte creador va sorgir Chiminigagua, que és la "Llum de la Llum", i que conté tots dos principis, el masculí i el femení.
Chiminigaghoa li va donar a Chiminigagua dues llavors de quinua, i Bagüe li va donar quatre llavors de blat de moro de diferents colors. Després, de l'interior de Chiminigagua van sortir dues aus negres anomenades tymanso, un mascle i una femella, dels becs de la qual van sortir uns rajos de llum que van escampar per tot l'Univers. La tymanso femella portava les llavors de blat de moro en el seu bec, i el tymanso mascle les de quinua. Primer va sortir la tymanso femella, que va fer un volt en espiral, solcant la immensitat, i va llançar la llavor de blat de moro negre, anomenat aba chyscamuy; i Chiminigagua va bufar sobre la llavor una part de la seva fihizca, és a dir, del seu alè, i així es va formar el remolí del Nord, del que va néixer Hicha, la deessa de la terra. Després, la tymanso va donar una segona tornada en espiral i va llançar la llavor de blat de moro groc, anomenat aba tyba, i Chiminigagua va bufar una part de la seva fihizca sobre la llavor i així es va formar el remolí de l'Est, del que va néixer Fiba, el déu de l'aire i del vent. Després, la tymanso va donar una tercera volta en espiral i va llançar la llavor de blat de moro blanc, anomenat aba fuquie pquyhyza, i Chiminigagua va bufar una part de la seva fihizca sobre la llavor, i així es va formar el remolí del Sud, del que va néixer Gata, el déu del foc. Finalment, la tymanso va donar una quarta volta en espiral i va llançar la llavor de blat de moro vermell, anomenat aba sasamuy, i en bufar Chiminigagua una part de la seva fihizca sobre la llavor, es va formar el remolí de l'Oest, del que va néixer Sie, la deessa de l'aigua.
Després va sortir el tymanso mascle, i després de fer un volt en espiral per la immensitat va escampar les dues llavors de quinua a l'interior de Tomsa. I Chiminigagua va bufar una part de la seva fihizca sobre les llavors de quinua, i en fer-ho van néixer Nyiagena, déu de l'or i del que està a dalt, i Chuecutagua, deessa de les maragdes i del que està a baix.

### Zaita Caguequa
La tercera edat del món és anomenada Zaita Caguequa, o simplement Zaita, que significa "el que va existir al principi de l'Univers". En aquesta edat, els déus van donar forma a Quyca ("el Món"), a Guatquyca ("el món de dalt") i a Tynaquyca ("el món de baix"), i baix Muysquyca ("la terra dels muisques") van posar grans troncs de guayacán. Després, els déus primordials van iniciar una dansa cerimonial al voltant de Tomsa, en què la seva concavitat va escopir cadascun una part de la seva fihizca. Quan el Tomsa va estar ple, es va batre amb una chuia fins que va estar al punt.
Després d'un temps, van començar a néixer del Tomsa els déus gegants. El primer va ser Chaquen, déu dels límits i dels termes que presideix les peregrinacions, les cerimònies, les festes sagrades i la guerra. El segon va ser Nemcatacoa, també anomenat Fo, déu de l'embriaguesa, la irreverència, la música i la dansa. El tercer va ser Guahaioque, déu de la mort. La quarta va ser Fahaoa, deessa de la boirina i dels núvols. La cinquena va ser Hichu, deessa del gel i de la neu. El sisè va ser Pquahaza, déu del raig. El setè va ser Cuchavira, déu de la medicina i de l'arc de Sant Martí, mediador entre déus i homes. A ell ho invocaven les dones quan obstaculitzen en labors de part. El vuitè va ser Chibchachum, també anomenat Chibchacum, déu protector dels muisques, i especialment dels governants i dels comerciants.

### Zaitania
La quarta edat del món és anomenada Zaitania, que significa "antiquísimament". En aquesta edat, Chibchacum va plantar a la terra dues llavors: una de quinua i una altra de blat de moro. Sobre cadascuna va infondre part de la seva fihizca (alè). De la llavor de quinua va néixer un home de pell daurada, al que Chibchacum va cridar Sua; i de la llavor de blat de moro va néixer una dona de pell platejata, a la qual Chibchacum va anomenar Chie. Eren molt forts i van tenir una llarga vida, però, després de molts Bxogonoas (eres), quan estaven a punt de morir, Chibchacum es va compadir d'ells i va decidir immortalitzar-los. A Sua ho va convertir en el déu del Sol, i a Chie en la deessa de la Lluna.

### Sasbequia

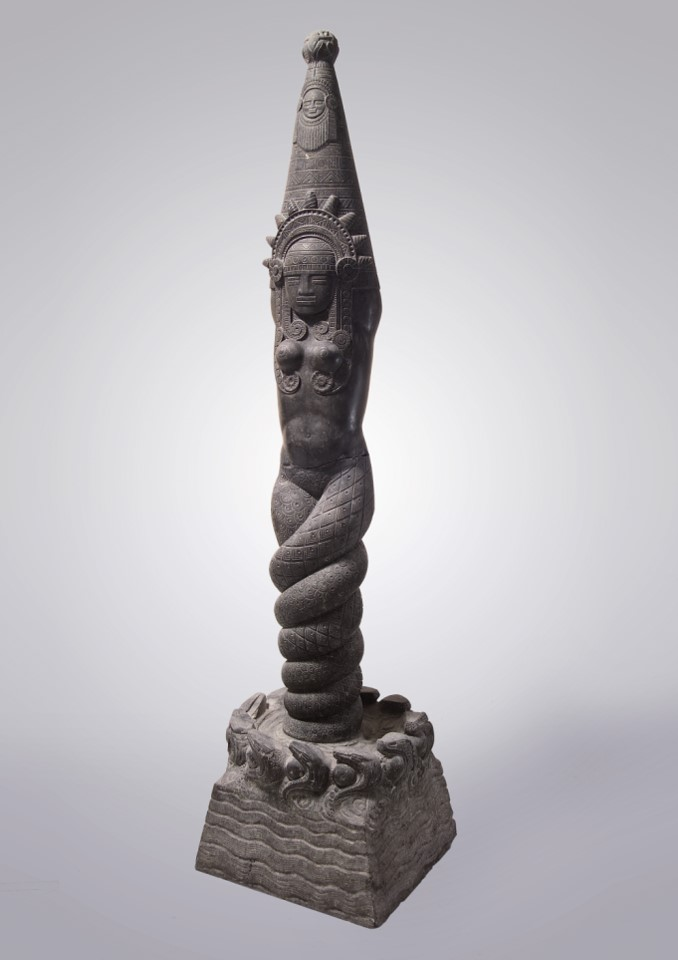
Escultura que representa a Bachué, la mare dels muisques, transformant-se en serp.

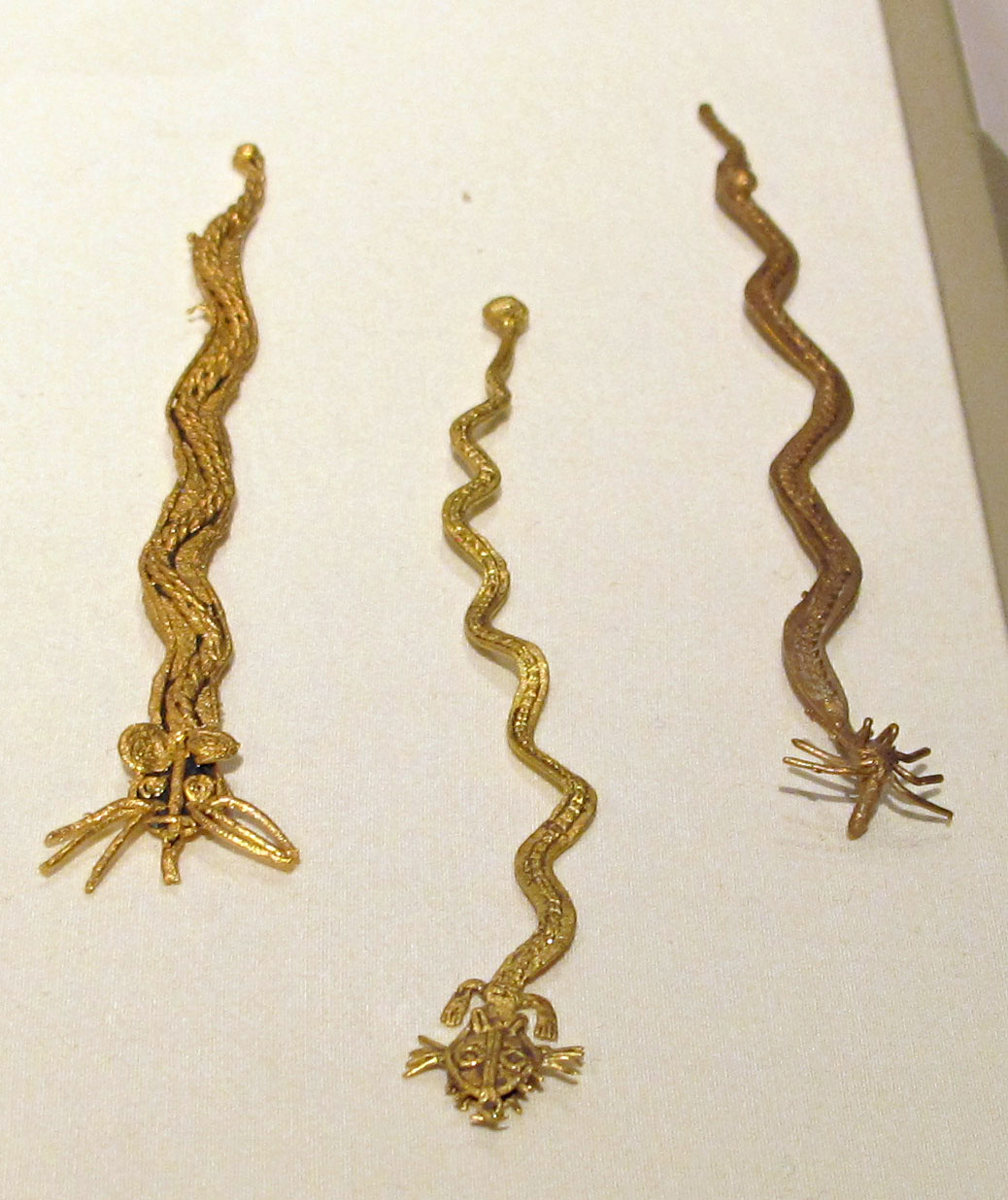
Tunjos muisques de serps.

La cinquena edat del món és anomenada Sasbequia, que significa "antigament", "més temps que el passat". Durant aquesta edat, Chibchachum va fer dues figuretes de fang, i les va llançar a la Llacuna de Iguaque. Temps després, va sortir de la llacuna una dona anomenada Bachué, a la qual els muisques es refereixen afectuosament com Furachogue ("dona bona"). Bachué portava de la mà a un nen de tres anys. Quan aquest nen va créixer, va copular amb Bachué i van tenir molts fills, als quals els van ensenyar a honrar als déus. Molt temps després, quan Bachué i el seu espòs havien envellit, es van transformar en dues grans serps i van tornar a la Llacuna de Iguaque, internant-se en el profund de les aigües.

### Fanzaquia
La sisena edat del món és anomenada Fanzaquia, que significa "antigament", "fa molt temps". Durant aquesta edat, els muisques havien oblidat els bons ensenyaments de Bachué. Vivien aconsellats per una dona d'estranya bellesa anomenada Huitaca, filla de la deessa Chie. Huitaca els aconsellava viure en la luxúria, el llibertinatge, les festes i les borratxeres. Però a més, els induïa a blasfemar contra el déu Chibchacum, per la qual cosa aquest es va indignar al punt que va decidir castigar els muisques amb una gran inundació.
Chibchachum va fer néixer els rius Sopó i Tivitó, els cabals dels quals va unir al riu Funza (riu Bogotà) fins que la sabana va quedar completament inundada. En aquest moment, quan tot semblava perdut pels muisques, va arribar de l'Orient un home de pell blanca, amb barba igualment blanca, anomenat Botxica, qui amb un bàcul d'or, en llançar-ho cap a unes roques, va obrir una sortida per a l'aigua, el Salt del Tequendama, de manera que la Sabana de Bogotà va quedar lliure de la inundació. Bochica, per castigar a Huitaca, la va convertir en una òliba, i a Chibchachum ho va condemnar a carregar la terra sobre les seves espatlles, per la qual cosa cada vegada que canvia d'espatlla per descansar, la terra tremola.
Bochica, també conegut per altres noms com Nemquerequeteba o Zuhe, va recórrer gran part del territori muisca predicant doctrines morals i ensenyant les arts de la civilització, fins que va arribar a Suamox (Sogamoso), on va establir el Zybyn sagrat de Iraca, i va deixar allí al seu successor. Poc abans de morir, va ser traslladat al cel, i des de llavors Suamox va ser considerada una terra santa, i les relíquies que va deixar Botxica, com una petjada del seu peu, van ser venerades pels muisques.

### Sasia
La setena edat del món és anomenada Sasia, que significa "antigament". En aquesta edat es van establir els successors de Botxica i els Zipas i Zaques mítics. A aquesta edat corresponen personatges com Goranchacha (el Fill del Sol), Hunzahúa, Tomagata (el "Cacic Rabón"), Tutasúa, Menquetá i Meicuchuca, entre d'altres.

### Fanxie
La vuitena edat del món és anomenada Fanxie, que significa "encara", i correspon als temps moderns, incloent als últims Zipas i Zaques, així com als governants de Iraca i Tundama que estaven al moment de l'arribada dels espanyols.

### Fasynga
La novena edat del món és anomenada Fasynga, que vol dir "el futur", "la qual cosa està per venir".

## Sacerdoci

### Els chyquy
Els sacerdots muisques eren anomenats chyquy. Eren els responsables de dirigir les principals cerimònies religioses. Sempre eren homes i no se'ls permetia casar-se ni tenir cap mena de contacte sexual. Vivien reclosos en els temples, i si algun violava la seva castedat, era destituït del seu ministeri. Eren molt respectats per la comunitat i consultats per solucionar tota classe de problemes. Menjaven i dormien molt poc, i feien freqüents dejunis. Passaven la major part de les nits mastegant hayo i parlaven molt poques vegades, només en el necessari. La pràctica del mambeo era molt important entre els chyquy, ja que els ajudava a romandre en constant estat de vigília.
La successió del poder entre els sacerdots era igual que entre els governants civils.
El procés d'aprenentatge dels chyquy era molt rigorós. El novici havia de romandre des de la seva infància reclòs durant dotze anys dins d'un temple destinat a l'ensenyament, anomenat Cuca, on era encomanat sota la tutoria d'un chyquy ancià. No podia consumir sal ni bitxo. Una vegada conclosos els dotze anys d'aprenentatge, se li perforaven el nas i les orelles per col·locar-li circells i "naseres" d'or. En la cerimònia d'iniciació era acompanyat per tota la comunitat fins a una font d'aigua cristal·lina on havia de banyar-se tot el cos per després vestir-se amb mantes noves. Després es dirigia a la casa del governant civil de la localitat, qui ho investia atorgant-li un poporo d'or, la motxilla per carregar la coca i algunes mantes noves. D'aquesta manera, el nou chyquy podia exercir el seu ofici dins dels límits del seu territori, doncs cada poblat tenia el seu propi chyquy. Posteriorment es feia una festa que durava diversos dies, on es feien danses rituals, sacrificis d'animals, ofrenes als déus, i es bevia abundant chicha.
Els chyquy s'encarregaven de l'enterrament dels governant civils, però només ells podien acudir, i el lloc de l'enterrament era sempre secret. Si algú era descobert espiant, aquesta persona era amarrada a una biga i executada amb una ràfega de fletxes.

### Els mohanes
Els mohanes, o mojanes, eren sacerdots lliures i informals, allunyats dels temples i centres religiosos. S'assentaven sobretot en coves i a la vora dels rius, entre els matolls. Carregaven motxilles amb fulles de coca, una escombreta i un os de cérvol pintat amb el qual aspiraven la pols de yopo. S'untaven el cabell amb cendra i cobrien els seus caps amb pells d'animals quan dansaven.

## Llocs sagrats
A més dels temples, els muisques consideraven sagrats en molts llocs naturals com a muntanyes, turons, penyes, llacunes, boscos, rius, arbres i fonts d'aigua, entre molts altres, als quals veneraven, no només per considerar que allí habitava alguna divinitat, sinó també perquè creien que hi havia llocs estratègics per a l'equilibri de la naturalesa. També consideraven sagrades a certes avingudes per les quals deien que havia transitat Botxica, i al territori de Suamox, on havia mort i delegat la seva successió.

### Boscos sagrats
Els muisques consideraven a certs boscos com a sagrats, de manera que no gosaven tallar ni un arbre, ni tan sols una branca d'aquells boscos, doncs deien que estaven consagrats als déus.

### Plantes i arbres sagrats

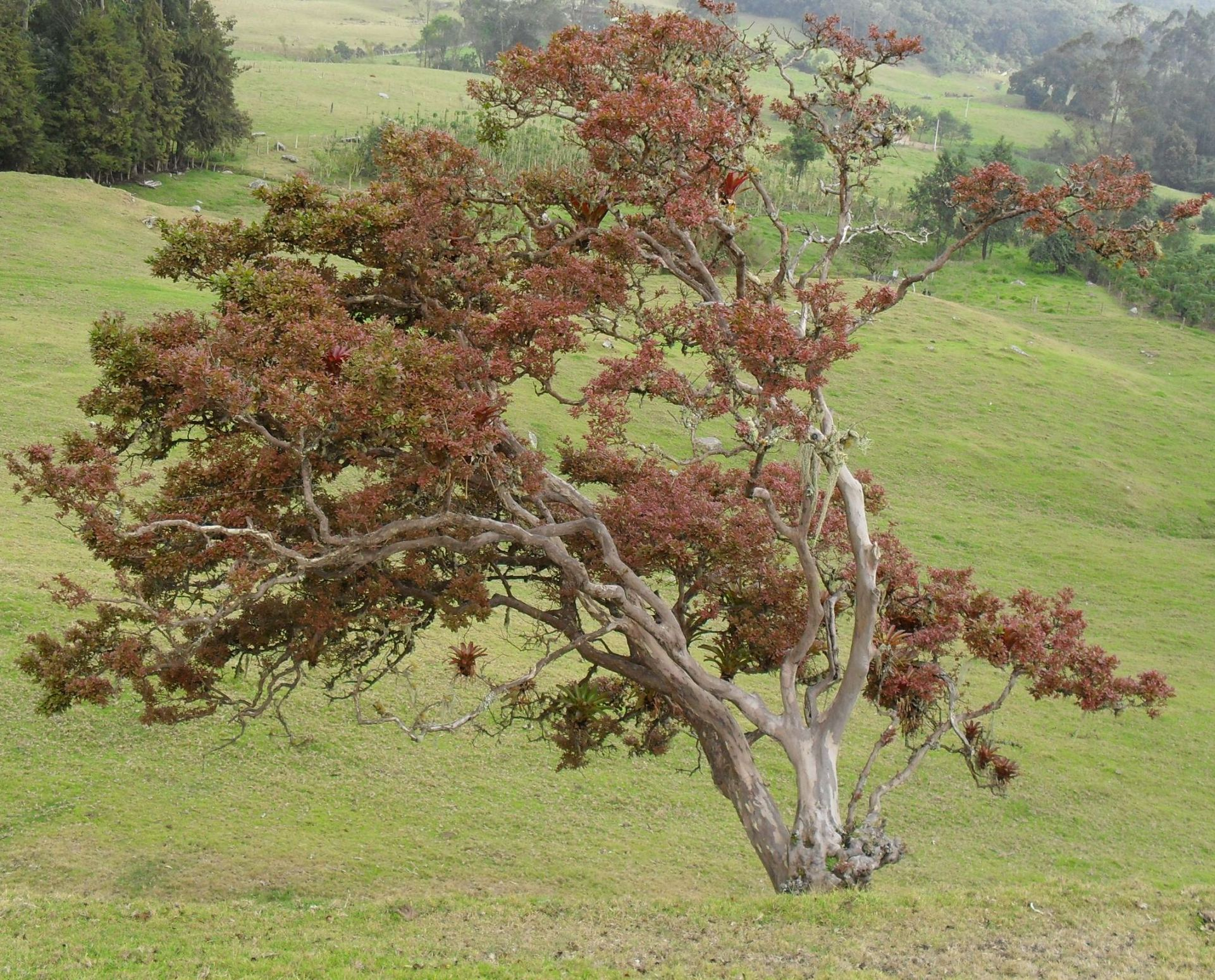
Arbust de Murta.

Algunes de les plantes i arbres sagrats pels muisques són els següents:
- Tijiqui

- Tabac

- Murta

- Noguera

- Guayacán

### Llacunes sagrades

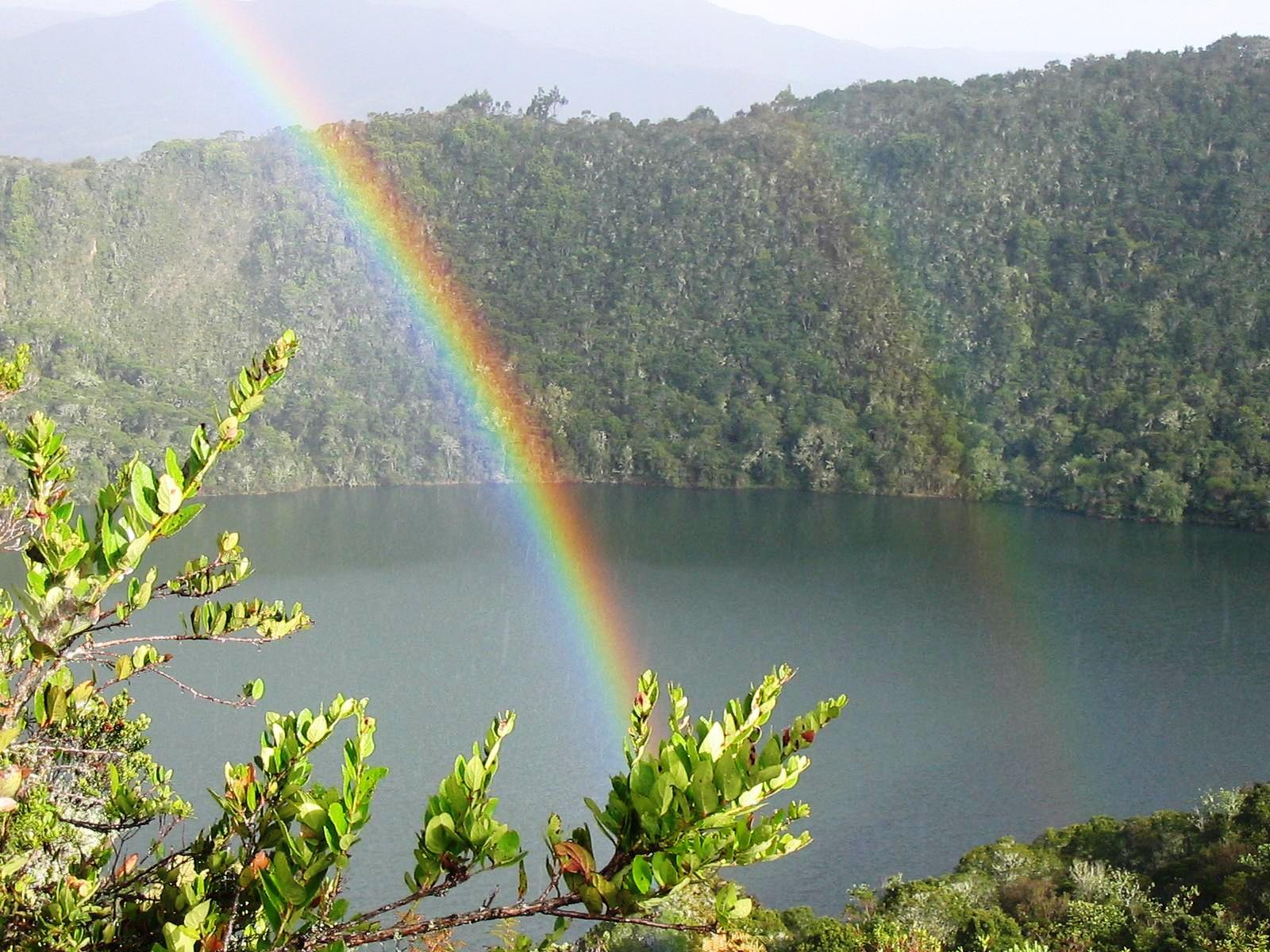
Laguna de Guatavita.

Encara que totes les llacunes eren considerades sagrades en algun sentit, les més importants són les següents:
- Laguna de Iguaque: Va ser la llacuna de la qual, segons el mite, van sortir Bachué i el nen amb el qual després ella es desposaría. Temps després, van tornar a internar-se en les aigües de la llacuna, transformats en serps.

- Llac de Tota: En aquest llac, segons les llegendes locals, habita el Monstre del Llac de Tota.

Les set llacunes sagrades de la cerimònia de "Córrer la Terra", són les següents:
- Laguna de Ubaque

- Laguna de Teusacá

- Laguna de Guaiaquiti

- Laguna de Tibatiquica

- Laguna de Siecha

- Laguna de Guasca

- Laguna de Guatavita

### Terra sagrada de Suamox
Els muisques consideraven que el territori de Suamox (actual Sogamoso) és una terra sagrada, a causa que allí va morir Botxica, qui a més va instituir que el chyquy de Suamox seria el seu successor i hereu dels seus ensenyaments. Els chyquy de Suamox parlaven una llengua secreta que només ells coneixien, i que els havia transmès el mateix Botxica.

### Avingudes sagrades
Els muisques tenien certs carrers o avingudes a les quals consideraven sagrades, doncs deien que per allí havia caminat Bochica. Ningú podia trepitjar aquestes avingudes, sinó només els màxims dignatarios. Al poble només se li concedia aquest honor durant els dies d'algunes cerimònies religioses. El cronista Fra Alonso de Zamora explica que una d'aquestes avingudes, situada a la Vall de Sogamoso, tenia cent llegües de longitud.

### Temples

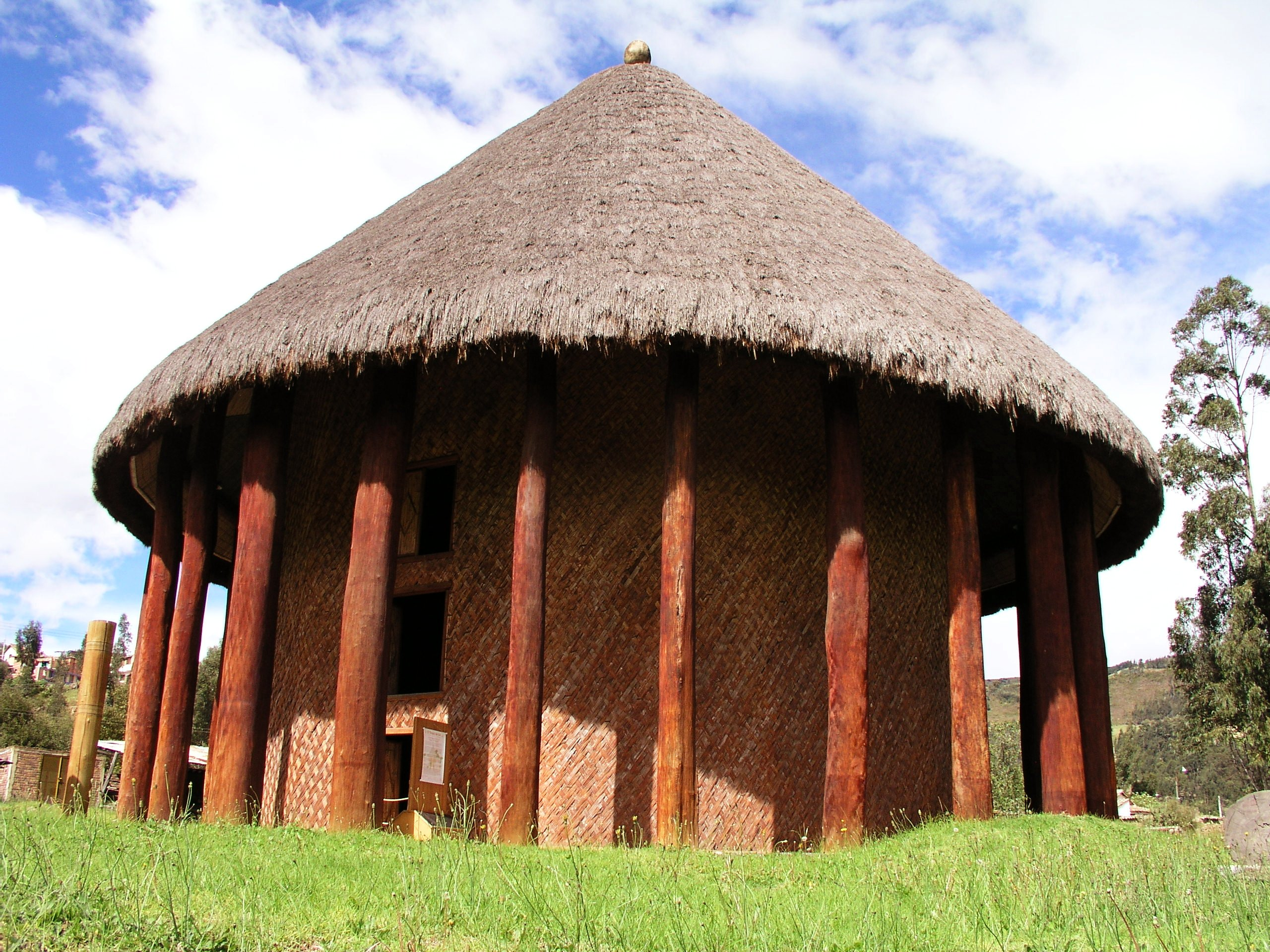
Recontrucción del Temple del Sol de Suamox (Sogamoso).

Els temples muisques eren construccions circulars amb sostre de palla, parets recobertes amb estores, algunes vegades pintades, i el sòl cobert amb palla seca i tova. Les construccions estaven sostingudes per troncs de guayacán portats dels Plans Orientals que eren clavats en grans buits als quals es llançaven esclaus vius; la part del tronc que s'endinsava a la terra tenia forma cònica. L'interior dels temples era molt fosc, ja que l'únic accés que tenien era una porta baixa. Per fora estaven envoltats per una tanca de fusta proveïda de diverses portes de canyes primes agafades per cordills de cabuya.
Als temples muisques acudien homes i dones per sol·licitar favors dels déus i fer ofrenes. També eren els llocs d'enterrament dels chyquy, els qui vivien en el seu interior. Endins tenien moltes estàtues dels déus i dels avantpassats elaborats en fusta, argila blanca, cera, teixits, or i plata, sempre disposats en parella d'home i dona i vestits amb mantes de cotó pintades amb múltiples colors.
Els muisques distingeixen tres tipus de cases cerimonials: els Qusmhuy, els Tchunsua, i la Cuca.
- Tchunsua: Casa cerimonial de naturalesa solar

- Qusmhuy: Casa cerimonial de naturalesa lunar.

- Cuca: Seminari on s'impartia instrucció als futurs chyquy, i en alguns casos també a les autoritats civils.

## Ofrenes, libaciones i sacrificis

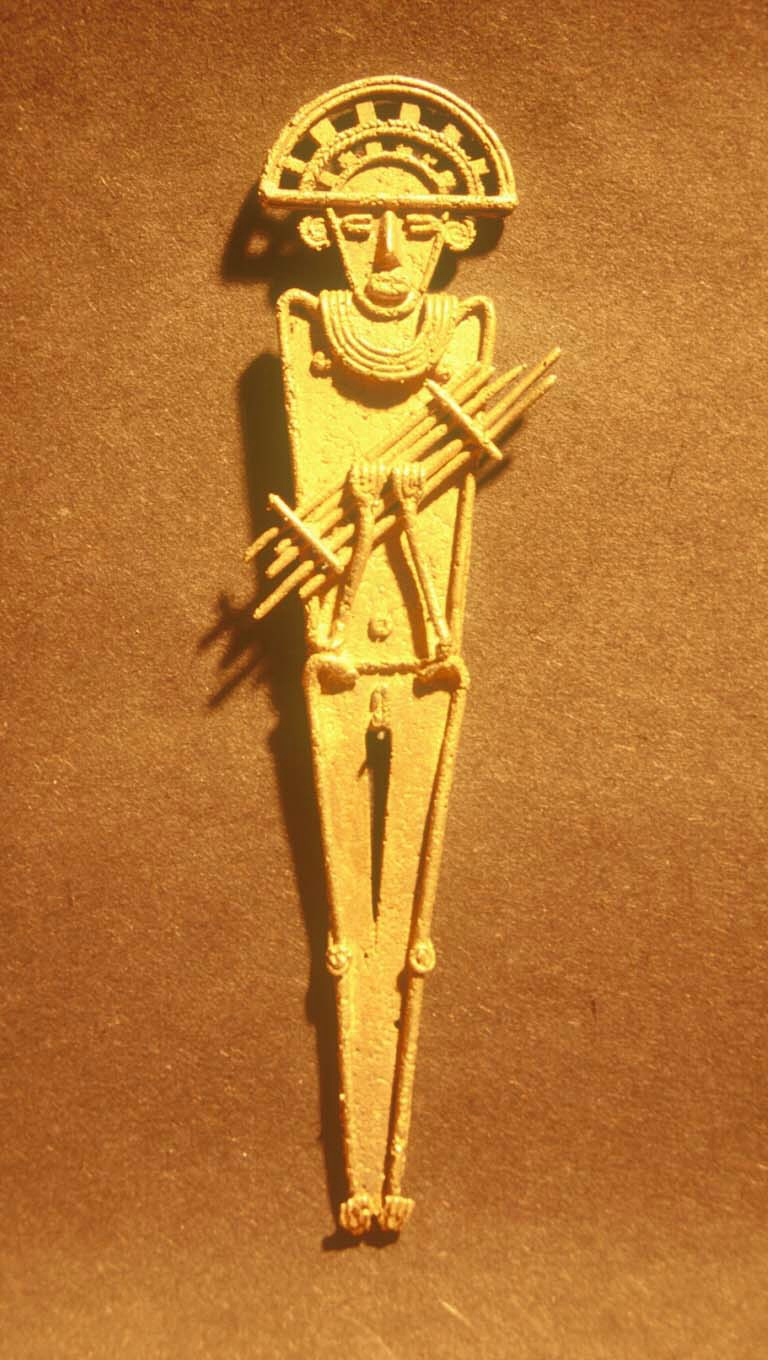
Tunjo muisca.

### Ofrenes amb tunjos
Les ofrenes ofertes als déus pels muisques consistien principalment en tunjos d'or, plata i coure amb formes antropomorfas o d'animals com a serps, granotes, sargantanes, mosquits, formigues, cucs, tigrillos, micos, papallones i aus, entre d'altres, a més de diademes, braçalets, gots i casquets, moltes vegades addicionant-los maragdes.

### Libación d'aigua i sahumeris
Una forma de ofrendar als déus era libando aigua a l'interior del temple, i encenent sahumerios. Això es feia en determinades hores, que es consideraven propícies, i cada hora era cantada pel chyquy.

### Sacrificis d'animals
Els animals usats per als sacrificis eren principalment aus. La sang era vessada sobre el sòl del temple lligant tots els caps de les aus i deixant-les penjades.

### Sacrificis humans
Els sacrificis humans es donaven baix dues condicions:
- La primera condició era que si en guerra contra algun poble enemic capturaven a un noi per l'aspecte del qual es presumís que era verge, a aquest ho portaven després a un temple on era sacrificat enmig d'aclamacions i càntics.

- La segona condició baix la que es permetien els sacrificis humans era que el sacrificat fos un dels jovens als quals anomenaven moxas, o mulles. Cada cacic tenia un moxa, i alguns dos. Aquests eren joves comprats a trenta llegües del territori muisca, en un lloc anomenat "Casa del Sol". Es compraven sempre en edats de 7 a 8 anys, a preus molt alts, doncs es creia que podien parlar amb el Sol i rebre les seves respostes. Eren tinguts en gran veneració, i sempre se'ls carregava a coll. Quan arribaven a la pubertat, eren sacrificats i la seva sang oferta als déus, però si havien tingut relacions sexuals, se'ls deixava lliures, atès que es pensava que la seva sang ja no valia per res.[26]

En tots dos casos, la manera de sacrifici era el següent:
Abans del clarejar, es conduïa al jove al cim d'una muntanya mirant cap a l'Orient. Arribats al lloc de sacrifici, s'iniciava una cerimònia en la qual es cantaven himnes als déus. Al jove l'hi tendia en una manta sobre el sòl, i allí era degollat amb un ganivet de canya. La sang era recollida en una totuma i després untada en unes pedres sagrades en les quals havien de donar els primers rajos del Sol. El cos del difunt era enterrat algunes vegades en coves o sepultures, però altres vegades era deixat a la intempèrie perquè l'hi "mengés" el Sol.

## Ritus i cerimònies

### Ritus funeraris

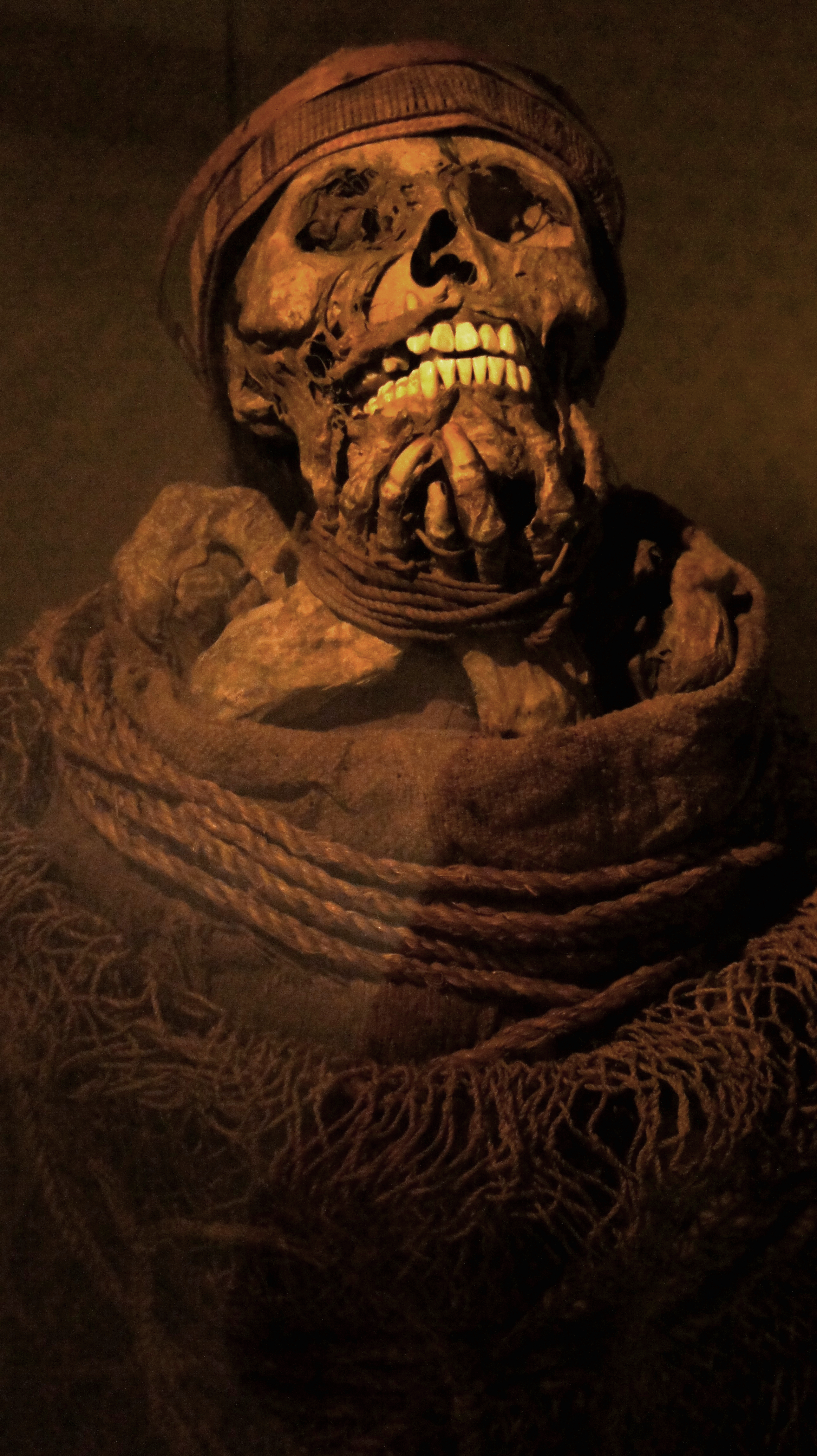
Mòmia muisca en el Museu de l'Or de Bogotà.

El cronista Fra Pedro Simón va relatar com els muisques: «No desemparaven els seus malalts com ho feien altres nacions quan estaven en l'article de la mort, doncs abans s'ajuntaven molts a veure-li morir, fins que havia expirat». D'altra banda, «tenien per joiós al que moria d'algun raig o per accident o mort sobtada, perquè havia passat sense dolors aquesta vida». Aquest cronista descriu a més diferents formes d'enterrament. Unes vegades s'assecaven els cossos dels difunts a foc lent sobre fogons; unes altres, eren enterrats dins de temples o bohíos; i uns altres eren enterrats directament en els camps, embolicats en una manta, i sobre la seva sepultura se sembrava un arbre. Juan de Castellanos agrega que en senyal de duel, durant els enterraments es posaven mantes pintades de color vermell, i fins i tot molts es tenyien també els cabells amb bija vermella.
El duel continuava sis dies amb trobades familiars, enmig de cants a la memòria del difunt, música, coca, chicha i congrets de blat de moro, com refereix Fra Pedro Simón: «La gent més honrada plorava els seus difunts altres sis dies després d'enterrats, i àdhuc els feien per alguns temps els seus aniversaris, convidant per a aquests els seus deudors i parents que junts ploraven al difunt al so d'uns tristos instruments i veus que cantaven els grans fets del difunt. S'alegraven a l'últim amb chicha i mastegant coca (...) La gent ordinària convidasa per a aquests plors, i amb congrets de blat de moro que donaven als convidats, quedaven acabades les exèquies».

### Cerimònia del Daurat
En la cerimònia muisca del Daurat, o Eldorado, que tenia lloc en la Llacuna Sagrada de Guatavita, el Psihipqua prenia possessió del tro del Zipazgo, amb el que adquiria la dignitat de Zipa. La descripció que en 1636 va fer el cronista Juan Rodríguez Freyle en el seu llibre Conquista i Descobriment del Nou Regne de Granada, més conegut com El carner, recull el testimoniatge d'alguns muisques que havien viscut abans de l'arribada dels espanyols.
Després del procés previ pel qual havia de passar el Psihipqua, hereu del tron del Zipazgo, aquest havia d'anar a la Llacuna Sagrada de Guatavita a ofrendar als déus. En la riba de la llacuna estava preparada una bassa de joncs, amanida i adornada de manera vistosa. En la bassa hi havia quatre brasers encesos en els quals es cremava molt d'un tipus d'encens anomanat moque, que era el sahumeri dels muisques, i trementina, amb molts altres i diversos perfums. Al voltant de la llacuna romanien, com a espectadors, tota la noblesa, els principals governants i molts vassalls, així com els güechas (guerrers) i els chyquy (sacerdots), adornats cadascun amb els seus millors gal·les i amb moltes torxes enceses a la rodona. Quan arribava el Psihipqua, ho despullaven completament, li untaven en tot el cos oli de trementina i ho espolvoreaban amb or en pols, de tal manera que el seu cos quedava totalment daurat. Després es pujava en la bassa, en la qual anava dempeus, i als seus peus posaven un gran munt de tunjos d'or (figuretes que representaven als déus) i maragdes, com a ofrenes per als déus. En la bassa obstaculitzen els quatre principals Uzaques (nobles de sang pura), també nus, i cadascú portava el seu oferiment. Una vegada que partia la bassa, molts homes que estaven en la riba començaven a tocar instruments musicals: cornetes, fotutos, entre d'altres, i tots els assistents aclamaven al Psihipqua fins que la bassa arribava al centre de la llacuna. En aquest moment, s'alçava una bandera, que feia el senyal per al silenci. Aleshores el Psihipqua feia el seu oferiment als déus, llançant tot l'or i les maragdes a la llacuna, i els Uzaques que anaven amb ell feien el mateix amb els seus oferiments. Després, el Psihipqua se submergia en l'aigua perquè l'or en pols es desprengués també com a oferiment als déus. Quan acabaven, es baixava la bandera, que durant l'oferiment havia romàs alçada, i partint la bassa de nou cap a la riba, s'alçava una cridòria amb música i danses al voltant de la llacuna, amb el que quedava investit el nou Zipa.

## Festivitats
Les festivitats muisques estaven associades principalment al cicle agrícola i al cicle de la vida. Gonzalo Jiménez de Quesada explica en el seu Epítome de la Conquesta del Nou Regne de Granada: «És gent molt perduda per cantar i ballar a la seva manera i això són els seus plaers». Segons el cronista Juan Rodríguez Freyle, a les festes muisques no podia faltar la chicha: «La major prevenció era que hi hagués molta chicha que beure per a les borratxeres que es feien de nit».
Sobre els seus cants, música i balls on es barrejaven riures i plors, ritmes tristos i alegres, diu Lucas Fernández de Piedrahita: «gastaven molta quantitat de chicha; dansaven i ballaven al compàs dels seus caragols i fotutos; cantaven juntament alguns versos o cançons que fan en el seu idioma i tenen certa mesura i consonància, a manera de nadales i endetxes dels espanyols. En aquest gènere de versos refereixen els successos presents i passats i en ells vituperan o engrandeixen l'honor o deshonor de les persona als qui els componen; en les matèries greus barregen moltes pauses i en les alegres guarden proporció, però sempre semblen els seus cants tristos i freds, i el mateix els seus balls i danses, mes tan acompassats que no discrepen un sol punt en els visajes i moviments, i d'ordinari usen aquests balls en rotlle, agafats de les mans i barrejats homes i dones».

### Festes de la sembra i de la collita
Lucas Fernández de Piedrahita, en la seva Història general de les Conquestes del Nou Regne de Granada, va deixar una detallada descripció de les festes de la sembra i de la collita que celebraven els muisques: «Una altra de les cerimònies més ostentoses que feien eren les processons, al fet que assistien els seus reis o cacics, respectivament, en certs temps de l'any, especialment en el de les sembres o collites, i es formaven aquestes en certes avingudes amples de més o menys de mitja llegua de longitud. Les persones que sortien en elles (sense que entre en compte la innombrable multitud de gent que concorria a veure-les) serien de deu a dotze mil, que la nit abans es rentaven els cossos per anar l'endemà més decentment adornades».
Pintats de vermell i negre i disfressats d'animals començava el carnestoltes: «Es dividien en quadrilles i parcialitats amb diferents vestits i disfresses, arreados de patenas d'or i altres diferents joies que abundaven, encara que tots convenien a portar pintats els cossos de vija i jagua (vermell i negre). Uns anaven representant ossos, uns altres en figura de lleons (pumes andins) i uns altres de tigres (això és, coberts amb les seves pells), i (…) moltes altres representacions d'animals diversos. Anaven els sacerdots amb corones d'or en forma de mitres, als qui seguia una perllongada quadrilla d'homes pintats, sense disfressa ni joia alguna sobre si, i aquests plorant i demanant al Botxica i al Sol mantinguessin l'estat del seu rei o cacic i li atorguessin la súplica i prec al fet que havia disposat aquella processó, per a això portaven posades màscares amb llàgrimes, retratades tan al viu que eren de veure». Li sorprèn a Piedrahita que després dels quals pregaven, demanaven i ploraven seguia la processó amb una altra comparsa de riures, balls i alegries que celebrava els favors concedits: «era el més graciós de tot, que després immediatament obstaculitza una altra caterva donant els uns de grans risadas i saltant d'alegria, i dient els altres que ja el Sol els havia concedit el que els davanters li anaven demanant amb llàgrimes, de manera que de les risadas, lloros i crits, es componia una barahúnda tal qual es deixa entendre (…) darrere d'aquella alegria desacompasada anaven uns altres amb màscares d'or disfressats i amb les mantes arrossegant pel sòl en forma de cauda (…) amb la fi dona escombrar la carrera perquè uns altres dansessin, doncs els anava gairebé trepitjant les mantes altra gran munió d'ells ricament adornats, ballant i cantant al compàs trist i flemàric de les seves maraques i flautes, i després d'ells uns altres i després uns altres, i punts amb diferents invencions, que no és fàcil reduir a la ploma la diferència de les seves quadrilles i gal·les, més pròpies de pandorgues disposades per la ociosidad que de processons dedicades a la religió».
Tancava la processó el cacic, abillat amb els millors adorns, el poder s'escenifica: «L'últim lloc portava el rei o cacic amb el més costós adorn i majestat que li era possible, i encara que era molt gran el nombre de gents que li seguien i la diferència dels vestits en què anaven, denotava ser parcialitats diferents (…) i el que no semblarà creïble (…) era la gran quantitat d'or que anava en elles en tan diferents joies, com eren màscares, mitres, patenes, mitges llunes, braçalets, ajorques i figures de diverses alimanyes (…) per molt de matí que es donés principi a aquesta festa no es feia poc a tornar a la nit amb la processó a palau, on es gastava del seu chicha». Acaba el seu relat el cronista consignant la dificultat que van tenir per acabar amb aquesta popular festa muisca: «Aquestes processons es van continuar per molts anys després de conquistat el regne, i cap cerimònia es va desarrelar dels seus naturals amb tanta dificultat com ella».

### Festes dels cacics
En els mesos corresponents (segons el calendari occidental) a gener, febrer i part de març, tenien lloc unes festivitats en les quals es convidaban alternativament uns cacics a uns altres. En aquestes festivitats, segons explica Fra Pedro Simón: «S'agafen de les mans homes i dones fent rotlle i cantant cançons, ja alegres ja tristes, al so de flautes i fotutos; tenien al mig les múcures de chicha d'on anaven esforçant, durava això fins que queien embriagats i tan excitats de la luxúria de la calor del vi, que cada home i dona s'ajuntaven amb el primer o primera que es trobava perquè per a això hi havia general llicència en aquestes festes, encara amb les dones dels cacics i nobles (…) així doncs per virtut de la unió real dels éssers humans les plantacions creixerien i fructificarien millor».

### Festes de la construcció de tancats
Igual de festiu era el transport de les pedres i dels grans pals necessaris per construir els tancats, on tampoc faltava la chicha, els cants, els adorns i la pintura corporal, com relata Piedrahíta: «ajuntant a un temps la veu, els piulis i les mans al compàs de la veu d'un que els serveix de guia, a la manera que saloman els mariners en els navilis, i és per a ells aquest exercici de tant gust que ho tenen per festa, i per llavors es posen plomalls de plomes i mitges llunes; píntanse i arréanse, i porten molta quantitat del chicha que beuen».

### Festes de la inauguració de tancats

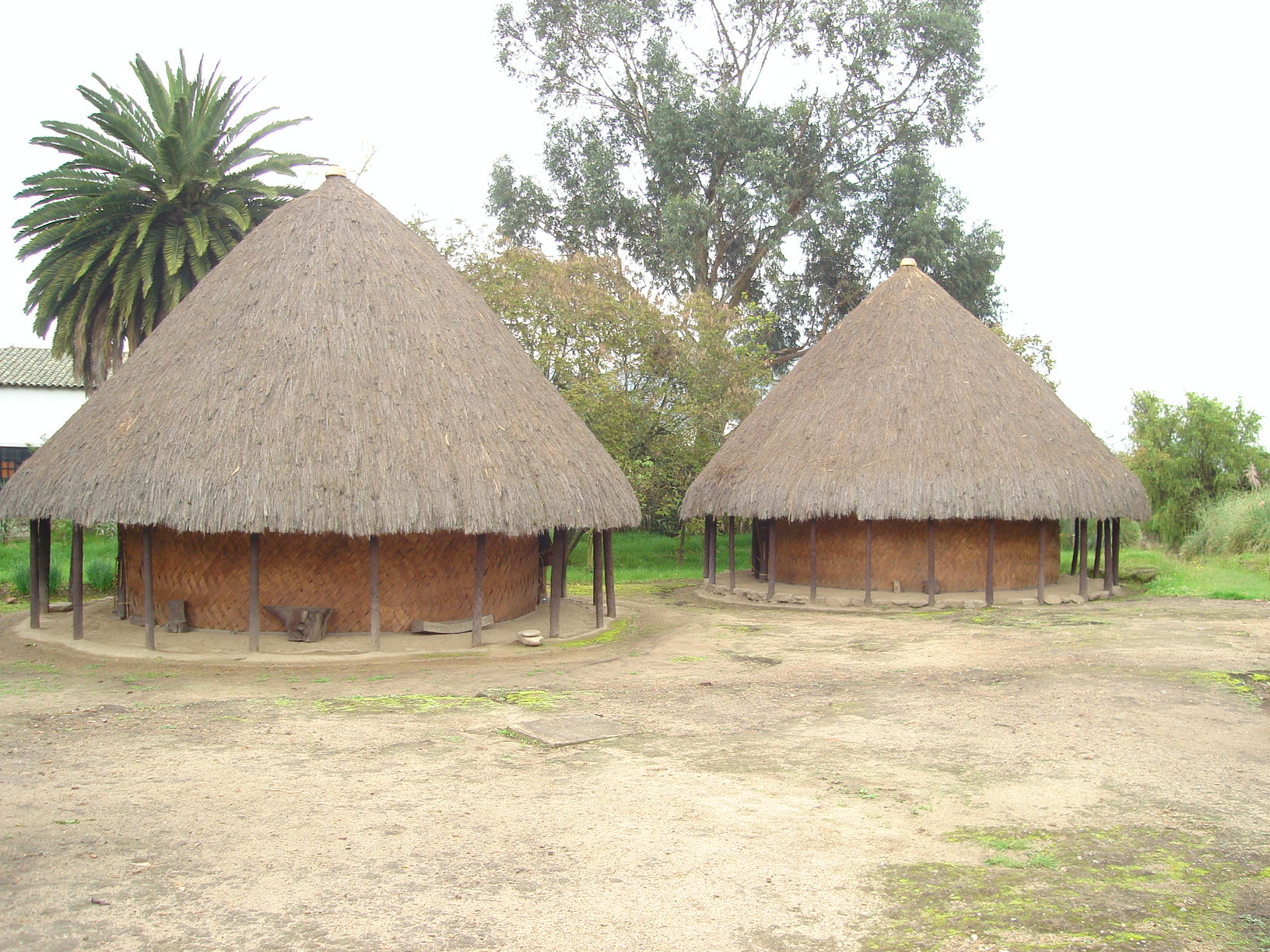
Reconstrucció d'un tancat muisca al Parc Arqueològic de Sogamoso.

Fra Pedro Simón relata que: «Després d'acabat el tancat, convidava el cacic a tot el poble per a una gran borratxera que durava molts dies, en què hi havia molts jocs, balls i entreteniments». Mentre dura la festa, i continuant amb la mescla de tristeses i alegries, de celebració de la vida i de la mort entre els muisques, dos homes majors romanien en l'entrada, nus, coberts per una xarxa, dejunant i tocant una música malenconiosa que recordava la inevitable realitat de la mort als alegres festejantes: «estaven a la porta del tancat, des del matí fins a la nit, sense menjar ni beure, dos indis, ja en edat majors, nus tot el cos, en peus, coberts amb una xarxa gran d'agafar ocells, tocant unes flautes i fent una música malenconiosa i trista per significar amb allò més al viu el que representaven estant allí amb aquella postura, que era la mort. Perquè deien que la xarxa era instrument seu, doncs mataven amb ella les aus; l'estar nus representava, com deixa als homes quan els escomet, doncs queden nus de totes les seves coses d'aquesta vida; i al mateix al·ludia el no menjar ni beure en tot el dia, doncs també els priven d'això. Del que era ben s'acordessin en tots els jocs, festes i entreteniments, i per això estaven a la porta de la festa perquè abans d'ella, se li representessin a tots els que es trobaven en elles, que havien de morir». Riures i plors sempre estaven juntes alternant-se en les cerimònies: «I àdhuc entre les gaubances de dins hi havia indis amb instruments que feien músiques tan tristes, que incitaven a plorar a tots, d'estona en estona, enmig de les gaubances i balls. Usaven tots els indis aquestes festes sempre que estrenaven cases noves». D'aquestes festes feien part integral les carreres per avingudes que sortien del tancat: «Per més solemnitzar aquestes festes de la dedicació de les seves cases, els cacics ordenaven que alguns mossos de bona disposició correguessin certa distància (…) algunes vegades de més de quatre llegües (…) s'anaven avantatjant als altres els més valents, tornaven més prest a la casa d'on havien sortit, on els anava premiant el cacic la seva valentia com anaven arribant”.